# John Michael Kane Spurling
John Michael Kane Spurling, britanski general, * 1906, † 1980.